# WonderSwan
WonderSwan (japonsky ワンダースワン, WandáSuwan) je série herních přenosných zařízení distribuovaných společností Bandai v Japonsku. Celkem byly vydány tři hlavní revize hardwaru. Herní konzoli vyvinul Gunpei Jokoi a jeho společnost Koto Laboratory ve spolupráci s Bandai a byla uvedena na trh se záměrem konkurovat konzolím Neo Geo Pocket Color a Game Boy Color od firmy Nintendo. Gunpei Jokoi v minulosti sám vyvinul konzoli Game Boy, tudíž vytvářel konkurenční produkt k vlastnímu vynálezu. V roce 1997 byl Gunpei Jokoi zapleten do dopravní nehody, která měla pro něj tragický následek, takže se zahájení prodeje WonderSwan v roce 1999 nikdy nedožil.

## Původní model
První verze herní konzole s názvem WonderSwan vyšla 4. března 1999 a měla monochromatický displej s osmi odstíny šedé, což umožňovalo mnohem detailnější grafické funkce oproti jiným konzolím, které běžně umožňovali zobrazení pouze čtyř odstínů. Toto přenosné zařízení bylo zvláště oblíbené díky své nízké ceně 4 800 jenů (v té době 39 dolarů) a vysoké výdrži baterie, která dokázala zajistit 40 hodin hraní s jednou baterií typu AA.
Původní model byl uveden na trh v různých barvách včetně Pearl White, Skeleton Green, Silver Metallic, Skeleton Red/Pink, Blue Metallic, Skeleton Blue, Skeleton Black, Camouflage a Gold, spolu se speciálními dvoubarevnými modely Frozen Mint, Sherbet Melon a Soda Blue. Tyto barvy byly vybrány na základě online ankety na webových stránkách společnosti Bandai. V této anketě fanoušci hlasovali o nejvíce “osvěžujících” barvách a vybrané odstíny byly následně součástí speciální letní edice designu WonderSwan.
Jedním z unikátních rysů WonderSwan byla čtyři dodatečná tlačítka pro směrování, která byla využívána pro hraní některých her v režimu na šířku. Hráči mohli otočit systém o 90 stupňů a hrát buď ve vertikální nebo v horizontální orientaci. Zvuk byl ovládán jedním tlačítkem a měl pouze tři nastavení hlasitosti (hlasitá, střední a ztlumená), k dispozici byl také ovládací knoflík pro nastavení kontrastu displeje a zapínací tlačítko. Součástí zařízení bylo rozšiřovací rozhraní pro použití s jinými zařízeními, audio jack a slot pro cartridge.

## Další modely

### WonderSwan Color

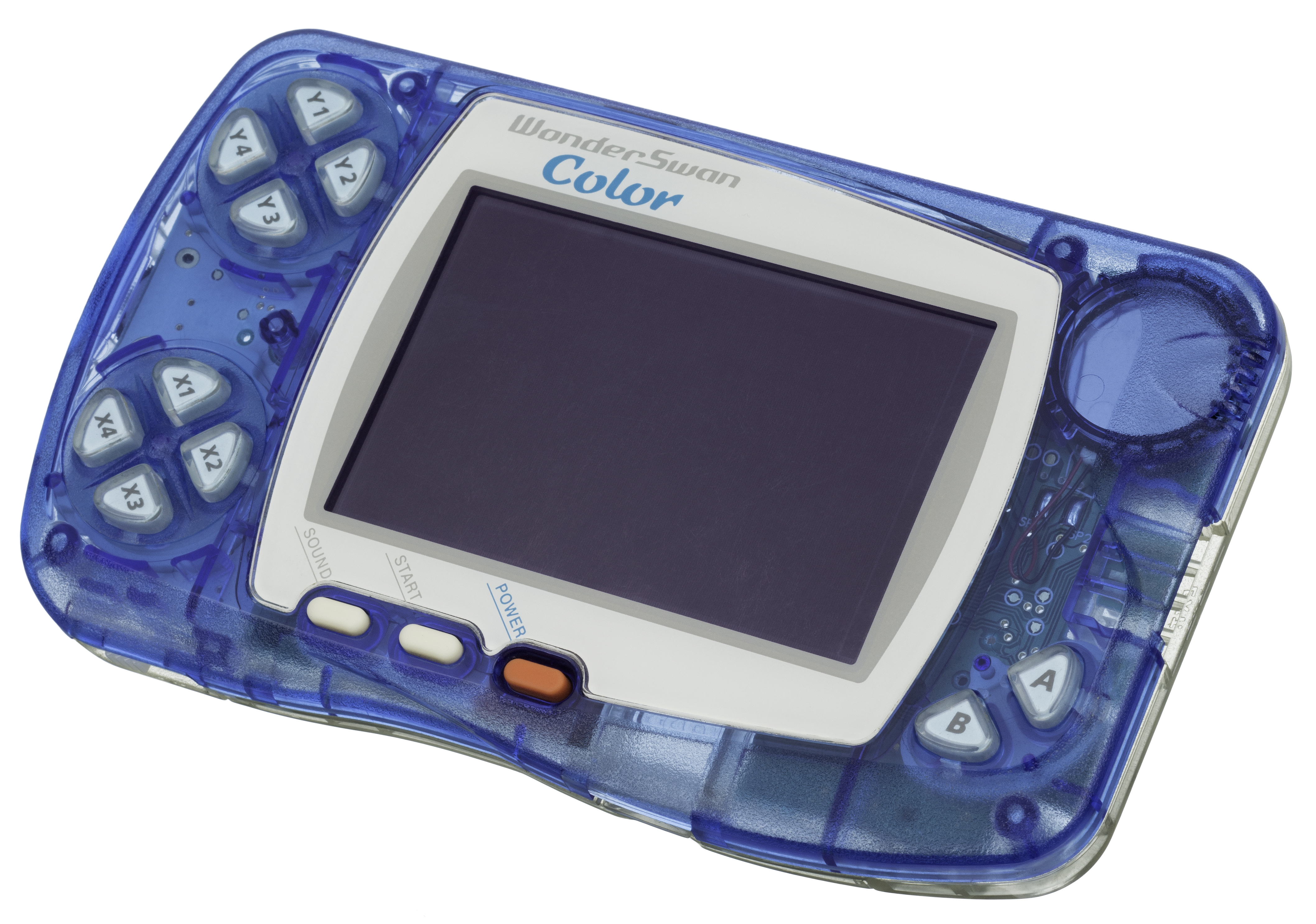
WonderSwan Color

Když byl WonderSwan dostupný na trhu, byl také uveden do prodeje konkurent Game Boy Color a hardwarové zařízení od společnosti Bandai s monochromatickým displejem již nemělo takový úspěch. Bandai tedy aktualizovala svůj stávající produkt WonderSwan s barevným displejem, aby udržela alespoň určitý stupeň srovnatelnosti s Nintendem. Nástupcem byl WonderSwan Color (japonsky ワンダースワンカラー, WandáSuwan Kará), který se dostal na trh v Japonsku 30. prosince 2000. Cena zařízení činila 6 800 jenů (v té době 59 dolarů). Díky nízké cenové hladině a účasti legendárního japonského vývojáře SquareSoft se podařilo tomuto vylepšenému zařízení získat zhruba deset procent japonského trhu s přenosnými herními konzolemi.
Nový model byl o něco větší a měl barevný displej. WonderSwan Color získal navýšení RAM, což je hlavním důvodem neslučitelnosti mnoha barevných her s původním modelem WonderSwan. Zařízení bylo k dispozici v barvách Crystal Glass Black, Crystal Glass Blue, Crystal Glass Orange, Pearl Blue and Pearl Pink. Tlačítka byla přeznačena pro jednodušší použití, zatímco doba provozu na jednu baterii typu AA se zkrátila na pouhých 20 hodin.

### SwanCrystal

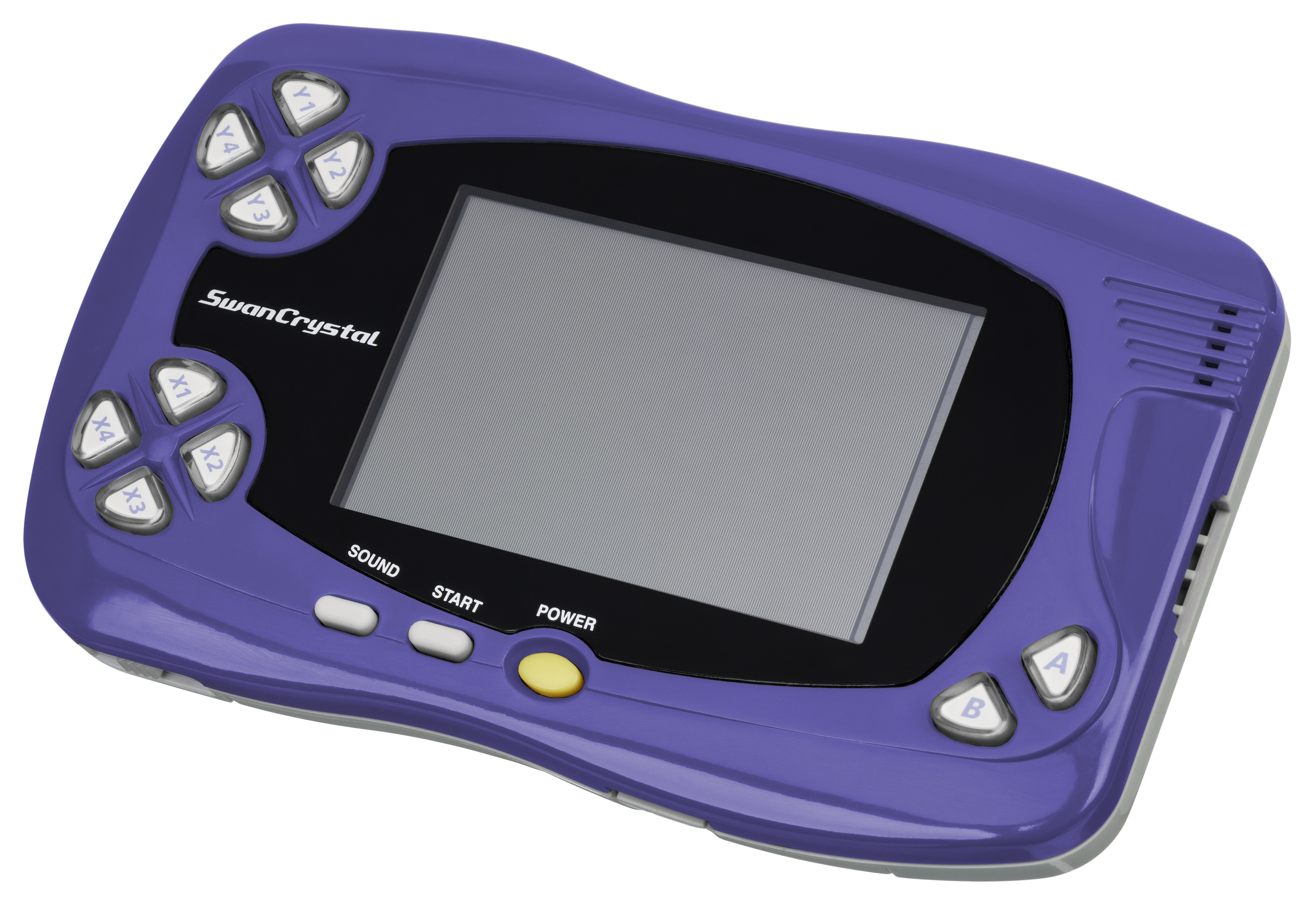
SwanCrystal

SwanCrystal (japonsky スワンクリスタル, SuwanKurisutaru) byl přenosný herní systém, který byl vydán společností Bandai dne 12. července 2002. Jeho základní cena byla 7 800 jenů (v té době 67 dolarů). Toto zařízení bylo kompatibilní se systémem WonderSwan Color a bylo posledním modelem v sérii WonderSwan.
Zatímco STN LCD displej WonderSwan Color byl temný a obtížně čitelný, po změně na TFT LCD u SwanCrystal byly sníženy problémy se „zaostřením“ obrazu a displej se stal světlejším. Dalším rozdílem oproti předchozím modelům bylo zrušení možnosti nastavení kontrastu, což znamená, že nešlo provádět žádné úpravy týkající se obrazovky. Doba provozu na jednu baterii typu AA se zkrátila na přibližně 15 hodin hraní a původní barevné varianty zahrnovaly odstíny Wine Red, Blue Violet, Crystal Blue, Clear Black.